# Honoré d'Albert, duc de Chaulnes (1581-1649)
Pour les articles homonymes, voir Honoré d'Albert et d'Albert.
Pour les autres membres de la famille, voir Maison d'Albert de Luynes.
Honoré d'Albert, duc de Chaulnes, né vers la fin du XVIe siècle et mort en 1649, est un maréchal français du début du XVIIe siècle, qui servit dans les armées de Louis XIII.
Seigneur de Picquigny, vidame d'Amiens par son mariage en 1620 avec Claire Charlotte Eugénie d'Ailly, maréchal de France en 1619, il fut créé duc de Chaulnes et Pair de France en 1621.

## Biographie
Honoré d'Albert est le fils d'Honoré d'Albert, seigneur de Luynes, Cadenet, Mornas, gouverneur de Beaucaire, chevalier de l'Ordre du Roi, et d'Anne de Rodulph. 
Il vient à la cour sous le nom de Cadenet. Son frère, Charles d'Albert, duc de Luynes, favori de Louis XIII, lui ménage les bonnes grâces de ce prince, qui le fait, en 1615, lieutenant au gouvernement d'Amboise, dont Luynes était gouverneur. Il fut, en 1617, mestre de camp du régiment de Normandie après le bannissement du comte de la Penne, fils du maréchal d'Ancre. 
Lieutenant général au gouvernement de Picardie, chevalier des ordres du roi et maréchal de France en 1619, il épousa la riche héritière de la maison d'Ailly, Claire Charlotte Eugénie d'Ailly, à la condition que lui et sa postérité prendraient le nom, les armes et le cri de la maison d'Ailly et devint, par ce mariage, seigneur de Picquigny et vidame d'Amiens. 
Créé duc de Chaulnes et pair de France en 1621, il prend le nom de maréchal duc de Chaulnes. Il sert aux sièges de Saint-Jean-d'Angély et de Montauban, et obtient le gouvernement des ville et citadelle d'Amiens à la mort du connétable de Luynes. Il commande avec le maréchal de la Force l'armée de Picardie en 1625, maintient cette province dans l'obéissance du roi, et en est fait gouverneur en 1635. Il commande la même armée en 1635, entre en Artois, où il prend et fait raser différents châteaux, force le bourg de Grévillers près de Bapaume, qui abondait en vivres, et fait brûler ce qu'il ne peut emporter, pour en priver l'ennemi. 
L'armée espagnole, forte de 14 000 hommes, s'étant avancée, le maréchal de Chaulnes, trop faible pour la combattre, distribue ses troupes dans les places frontières, d'où elles harcèlent les ennemis ; mais ayant été renforcé par 1 500 chevaux du ban et de l'arrière-ban du Boulonnais, il marche à l'ennemi qui se retire.  
À la formation des régiments de cavalerie, en 1636, il en obtient un de son nom. Par représailles des ravages que les Espagnols avaient faits en Picardie pendant la dernière campagne, le maréchal de Chaulnes, malgré la rigueur de la saison, rassemble, en janvier 1636, 1 200 hommes de ses garnisons, pénètre dans l'Artois, y brûle plusieurs bourgs et villages, et défit quatre cents Irlandais qui servaient les troupes ennemies. 
En 1640, il fait, avec le maréchal de Châtillon, le siège d'Arras, qui se rend le 10 août. Le maréchal de Chaulnes ne sert plus après cette campagne ; il se démet du gouvernement de Picardie en 1645, et on lui donne celui d'Auvergne, qu'il garde jusqu'à sa mort, arrivée le 30 octobre 1649. 
A son décès, il fut inhumé dans la cathédrale d'Amiens, avant que sa sépulture fût transférée en 1682 avec celle de son épouse, dans la Collégiale Saint Martin de Picquigny. 
Il s'est illustré également en mettant à la mode la cadenette.

### Mariage et descendance

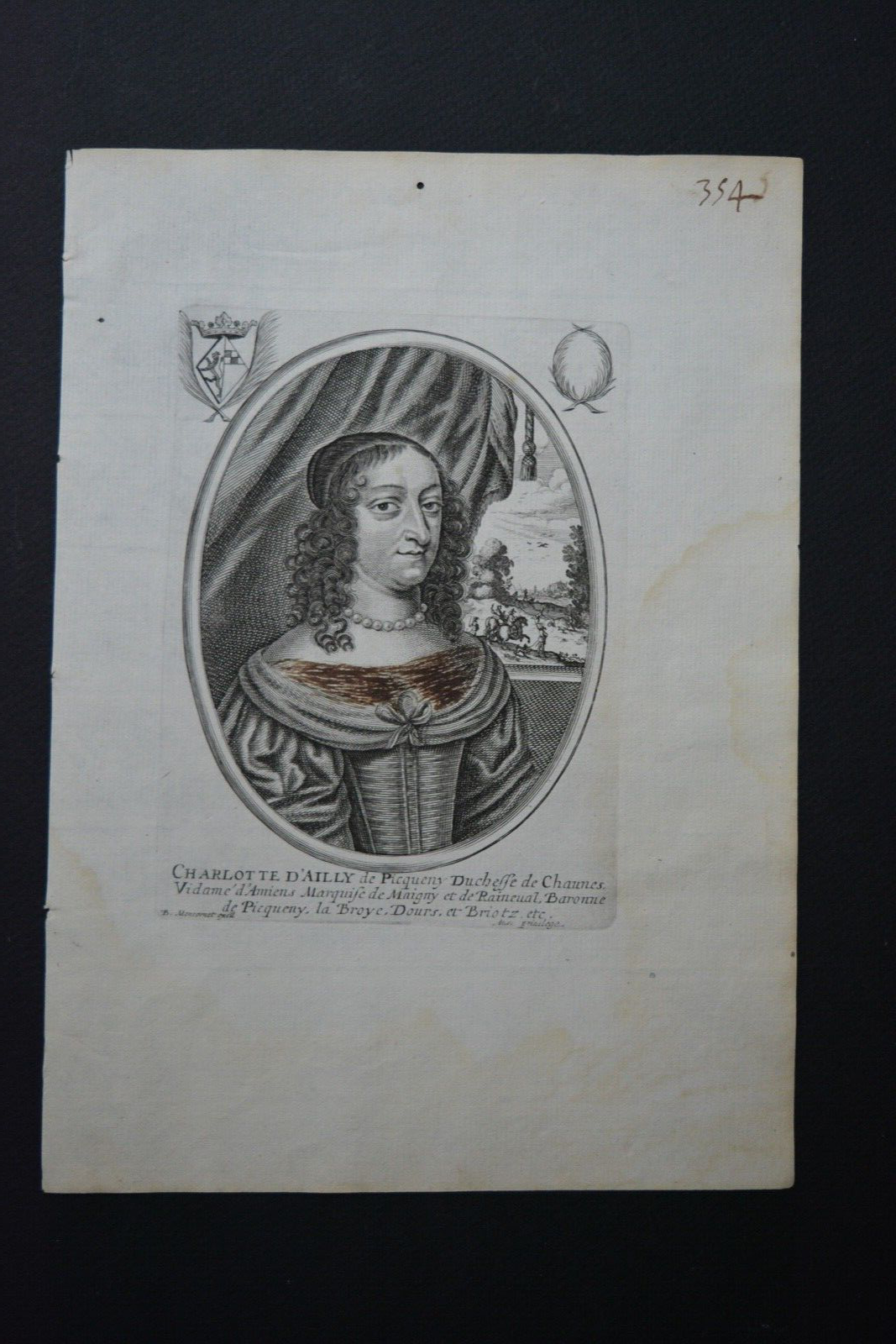
Charlotte d'Ailly, duchesse de Chaulnes

Il épouse  le 14 janvier 1620 Claire Charlotte Eugénie d'Ailly, comtesse de Chaulnes, dame de Picquigny, Raineval.…, fille de Philibert Emmanuel d'Ailly, baron de Picquigny, seigneur de Raineval, et de Louise d'Ongnies, comtesse de Chaulnes et dame de Magny. En juillet 1671, elle reçut Louis XIV, de retour du Quesnoy, en son château de Magny. De 1671 à 1674, elle fait reconstruire ledit château de Magny par l'architecte Jules Hardouin-Mansart. 
Née à Chaulnes le 26 avril 1606, elle mourut à Magny le 15 juin 1681 et fut inhumée dans la collégiale Saint Martin de Picquigny.
D'où :
- Henri-Louis d'Albert d'Ailly (1620-1653), 2e duc de Chaulnes, marié en 1646 avec Françoise de Neufville de Villeroy, dont deux filles ;
- Charles d'Albert d'Ailly (1625-1698), 3e duc de Chaulnes, marié en 1655 avec Elisabeth Le Féron, sans postérité ;
- Armand d'Albert d'Ailly (1635-1656), prêtre, abbé commendataire de l'abbaye du Gard.
- Anne d'Albert d'Ailly, abbesse de Saint Pierre de Lyon (1625-1672)
- Marie Madeleine Urbaine Thérèse d'Albert d'Ailly, abbesse de l'Abbaye aux Bois, à Paris. Elle y meurt en 1687.
- Charlotte d'Albert d'Ailly, Prieure du prieuré royal de Poissy. Elle y meurt en 1707.
- Antoinette d'Albert d'Ailly, abbesse de Saint Pierre de Lyon après la mort de sa sœur, en 1672. Elle y meurt en 1708[3].

## Armoiries

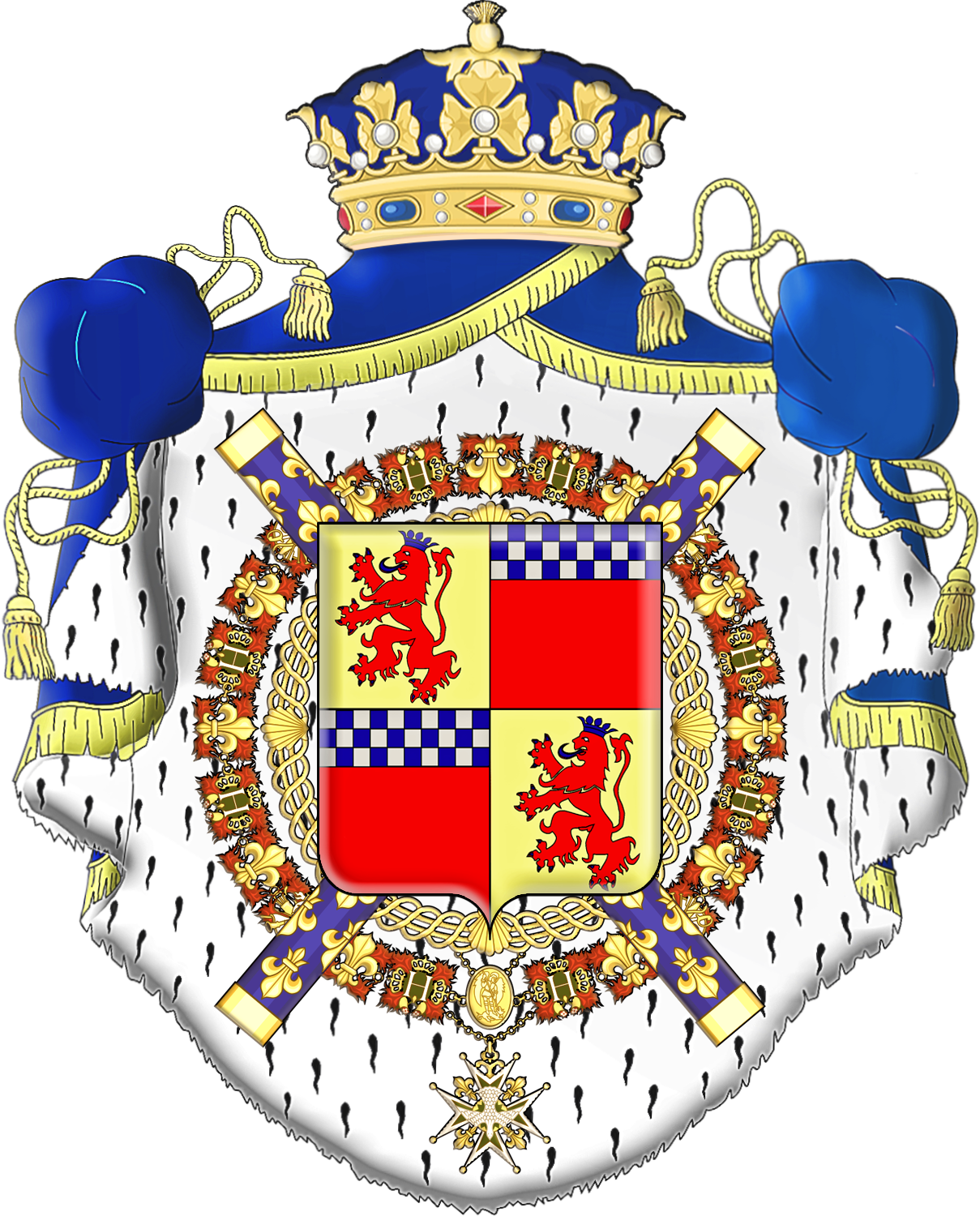
Armoiries du 1er maréchal-duc de Chaulnes

Écartelé : aux I et IV, d'or au lion de gueules, armé, lampassé et couronné d'azur (qui est d'Albert) ; aux II et III, de gueules au chef échiqueté d'azur et d'argent (qui est d'Ailly ancien).
Dans les armes d'Ailly, deux branches d'alisier d'argent seront ajoutées par la suite, puis seront indifféremment portées ou supprimées.

### Sources
- Marie-Nicolas Bouillet  et Alexis Chassang (dir.), « Honoré d'Albert, duc de Chaulnes (1581-1649) » dans Dictionnaire universel d’histoire et de géographie, 1878 (lire sur Wikisource)
- « Honoré d'Albert, duc de Chaulnes (1581-1649) », dans Louis-Gabriel Michaud, Biographie universelle ancienne et moderne : histoire par ordre alphabétique de la vie publique et privée de tous les hommes avec la collaboration de plus de 300 savants et littérateurs français ou étrangers, 2e édition, 1843-1865 [détail de l’édition]
- Christophe Levantal, Ducs et Pairs et Duchés-Pairies laïques à l'époque moderne (1519-1790), 1996, Paris, Maisonneuve & Larose, p. 511-519.  (ISBN 2-7068-1219-2).